# Liste des gares d'Avignon
Cet article recense la liste des gares d'Avignon.

## Liste
La ville d'Avignon dispose de quatre gares, dont les trois premières sont ouvertes au trafic voyageurs.
- Avignon-Centre : située en centre-ville, elle est une gare régionale desservie par des trains TER et quelques TGV inOui.
- Avignon TGV : située au sud-ouest de la ville, elle est desservie par des trains AVE, Eurostar, TGV Lyria, TGV inOui et Ouigo, TER.
- Montfavet : située à l'est de la ville, dans le quartier de Montfavet, elle est une gare régionale du réseau TER Provence-Alpes-Côte d'Azur, desservie par des trains de la relation d'Avignon-Centre à Miramas ou Marseille-Saint-Charles.
- Avignon-Sud : située avenue de la Poulasse (au sud-est du centre-ville), elle est fermée depuis 2019 (lorsque la SNCF a supprimé ses dernières dessertes auto-train).